# Verzino
Verzino är en ort och kommun i provinsen Crotone i regionen Kalabrien i Italien. Kommunen hade 1 774 invånare (2017).